# Качкар
Качкар (тур. Kaçkar Dağları) — найвищий масив Понтійських гір, що розташований у північно-східній частині Туреччини (історичній області Лазистан) поблизу кордону з Грузією вздовж південно-східного узбережжя Чорного моря.

## Етимологія назви

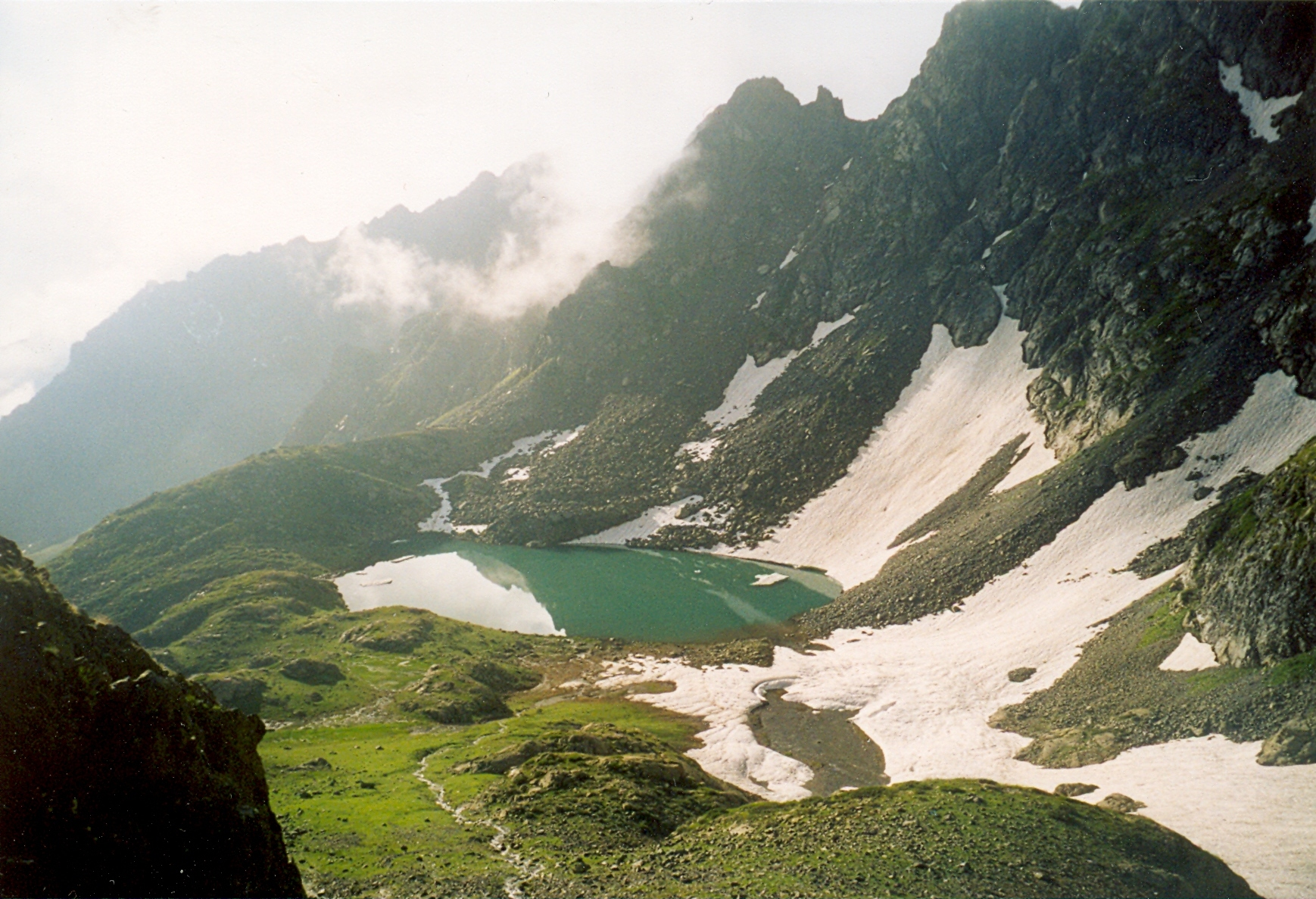
Озеро Ліблер, вид з Червоного Гедіка

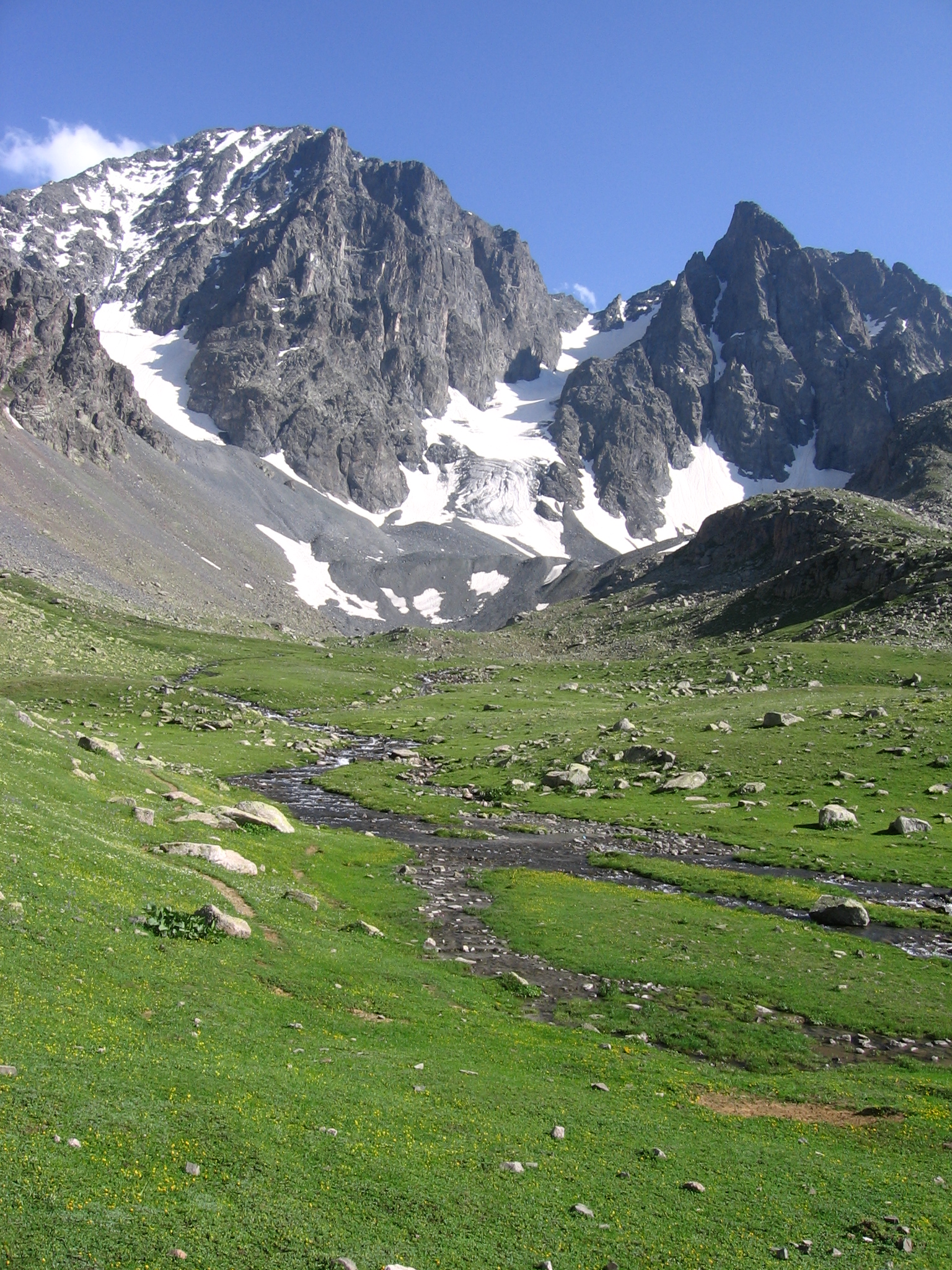
Найвищий Пік Качкар

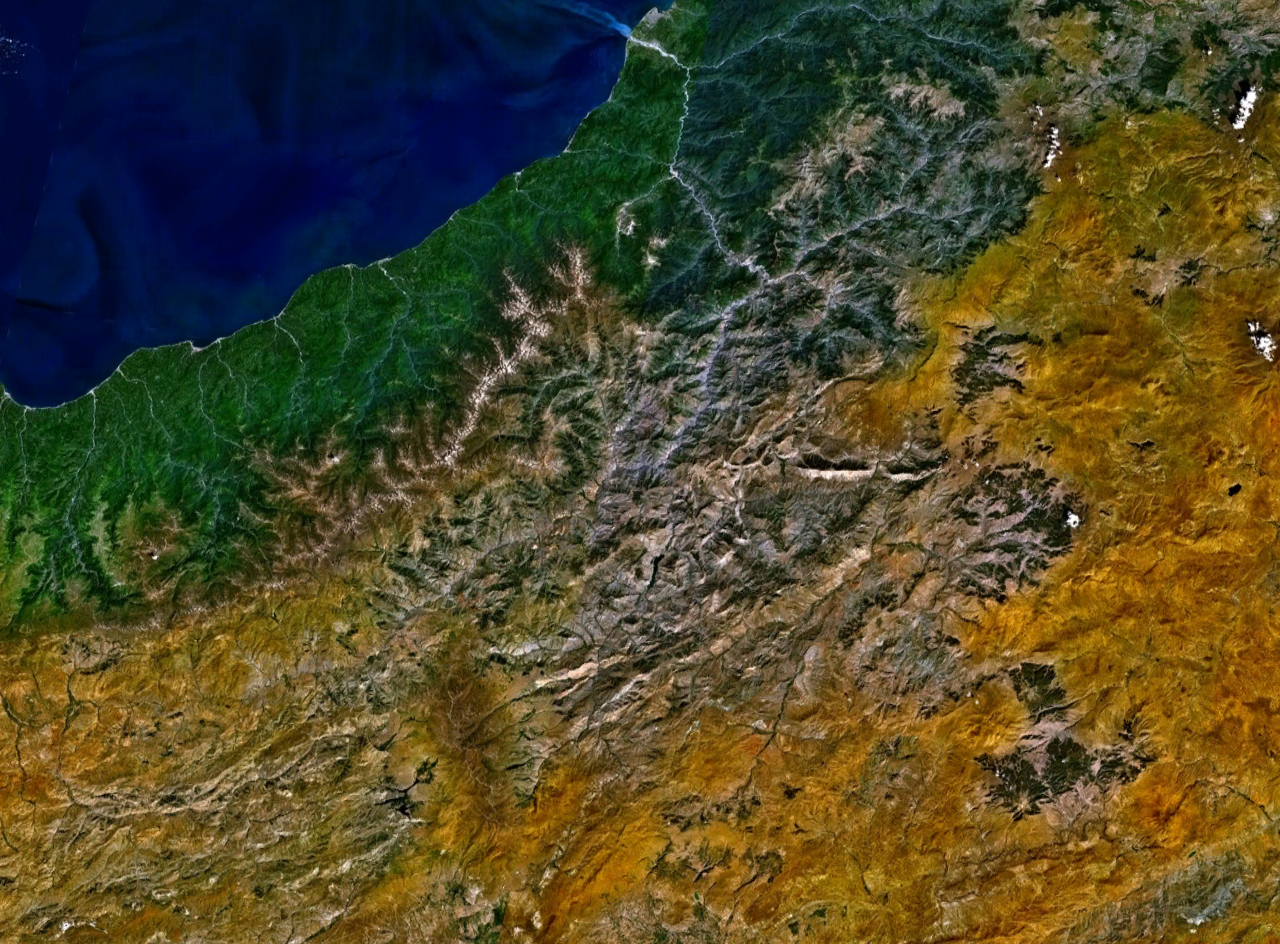
Супутникове фото Качкар

Назва походить від вірменського слова Խաչքար, котрим позначали монументальний камінь. В турецькому значенні kaç kar означає «наскільки багато снігу?». Обидві інтерпритації відповідають потужному гранітному масиву, вершини котрого постійно вкриті снігом. Наприкінці зими товща снігу в масиві може досягати 4 метрів.

## Географія
Географічно масив Качкар є дуже простим і є смугою головного вододілу Понтійських гір і розташований в межах 40 град. широти, приблизно так само, як і європейські Альпи. Західною межею масиву прийнято вважати перевал Овітдаг ( тур. Ovit Dağ), з півдня і сходу масив Качкар обмежений річкою Чорух ( тур. Çoruh), а його північні схили круто зпадають до чорноморського узбережжя. На заході масив Качкар межує з масивом Месджіт ( тур. Mescit Dağları), а на сході з масивом Карчал ( тур. Karçal Dağları).
Умовно масив Качкар можна розділити на групи (з заходу на схід):

1. Плато Єдігьоллєр (Семи озер, Мор яйла) з піками Джиміль (3434 м) і Демірдаг (Залізна гора, 3339 м).

2. Верченік з піком Верченік (3711 м)

3. Хребет Татос (3661)

4. Качкар-Каврон з піком Качкар (3932 м)

5. Булут Даг з піком Булут (3562 м)

6. Либлин Тепе

7. хребет Алтипармак з піком Альтипармак (Шестипалий, 3631м)

8. Караташ з піком Караташ (3495 м)

9. Марсис з піком Марсис (3333 м)

## Клімат
Вододіл Понтійських гір формує просто драматичний кліматичний контраст між вологими північними схилами і сухими південними. Якщо південні схили масиву Качкар досить сильно нагадують напівпустелю, то північні є зоною помірних дощових лісів. Нормальною річною кількістю опадів на північних схилах є 4000 мм на рік, а зимою тут випадає до 4 м снігу. Цей регіон є найбільш зволожуваним з усієї території Туреччини і тут ідуть опади близько 250 днів на рік. Вологе тепле повітря над Чорним морем швидко піднімається і з висотою конденсується, утворюючи густий туман, а фактично хмари, що формуються щоденно в обідній час і скупчуються на висоті близько 3000 м н.р.м., але можуть підніматись і на вищі відмітки. Велику кількість снігу на північних схилах можна зустріти ще в червні, а вже у вересні він знову починає вкривати високогірні луки і хребти.

Південні схили масиву Качкар є повною протилежністю північним з кліматичної точки зору. Це дуже суха і спекотна зона, але інтенсивно зрошувана гірськими потоками, в результаті чого тут є «фруктовий рай» з центром в містечку Юсуфелі і навіть «рисовий рай» в долині річки Чорух.